# Bobby et Marilyn
Pour plus de détails, voir Fiche technique et Distribution.
Bobby et Marilyn (Marilyn and Bobby: Her Final Affair) est un téléfilm américano-italien de Bradford May, diffusé le 4 août 1993.

## Synopsis
La vraie histoire de Marilyn Monroe et Robert Kennedy.

## Fiche technique
- Titre original : Marilyn and Bobby: Her Final Affair
- Titre français : Bobby et Marilyn
- Réalisation : Bradford May
- Scénario : Gerard Macdonald
- Direction artistique : Kurt Meisenbach
- Décors : Joe Rainey[1]
- Costumes : Jill M. Ohanneson
- Photographie : Bradford May
- Montage : Daniel T. Cahn[2]
- Musique : Joseph Conlan
- Production : Lorin Bennett Salob[3]
  - Production déléguée : Jeffrey Auerbach, Barry J. Weitz
- Société(s) de production : Barry Weitz Films, The Auerbach Company
- Société(s) de distribution : USA Network
- Pays d'origine : États-Unis, Italie
- Année : 1993
- Langue originale : anglais
- Format : couleur
- Genre : drame
- Durée :  minutes
- Dates de sortie : 
  -  États-Unis : 4 août 1993

## Distribution
- Melody Anderson : Marilyn Monroe
- James F. Kelly : Robert Kennedy
- Jonathan Banks : Joe Scoman
- Kristoffer Tabori : James
- Geoffrey Blake : Carl
- Thomas Wagner : Jimmy Hoffa
- Richard Dysart : J. Edgar Hoover
- Tomas Milian : Carlo Rossi
- Ian Buchanan : Peter Lawford
- Amanda Horan : Diane
- Phillip R. Allen : Jake Herschel
- Raymond Serra : Sam Giancana
- Gail Vern : Blues Singer
- Neriah Davis : Kimmie
- Steve Blackwood : James Eldridge
- Joseph Carberry : Lt. Paul Silone
- Joey Sagal : Clive Hoskin
- Jeff Bennett : John Welder
- Jack Betts : Director